# Julia Lee (actrice)
Julia Lee Stander (Santa Fe, 31 oktober 1975) is een Amerikaanse actrice. Haar rollen omvatten het personage Chanterelle/Anne Steele in Buffy the Vampire Slayer (1997–1998) en Angel (2001–2004) en het titelpersonage in de cult-komediefilm Ophelia Learns to Swim (2001). Ze is ook verschenen in een aflevering van Charmed.

## Filmografie
- Ophelia Learns to Swim (2001)
- A Man Apart (2003)
- Hellborn (2003)
- Grind (2003)
- The Hillside Strangler (2004)
- Unreal Estate (2016)

### Televisie
- Buffy the Vampire Slayer (1997–1998)
- Angel (2001–2004)